# (39557) Gielgud
Gielgud (asteroide 39557) é um asteroide Amor. Possui uma excentricidade de 0.42634057 e uma inclinação de 5.56568º.
Este asteroide foi descoberto no dia 2 de maio de 1992 por Spacewatch em Kitt Peak.